# Vedisch accent
Het Vedische accent is het toonaccent van het Vedisch Sanskriet. In de tijd van Patanjali was dit systeem al verdwenen in het Sanskriet. In latere tijden heeft van alle Indo-Europese talen alleen het Punjabi dit systeem behouden.
Door grammatici zoals Pāṇini wordt het Vedisch accent onderverdeeld in  drie tonen: udātta (accent aigu, hoge toon), anudātta (accent grave, lage toon) en svarita (accent circonflexe, dalende toon). Omdat udatta de plaats van het Proto-Indo-Europese accent - dat in het Vedisch Sanskriet nog bestond - weergeeft, wordt alleen dit accent dat tevens de hoofdklemtoon aangeeft in transcripties gemarkeerd. De plaats van anudātta en svarita blijkt dan vanzelf, bijvoorbeeld in teksten van de Rigveda.  